# Feltételes valószínűség
Az A eseménynek a B eseményre vonatkozó feltételes valószínűsége megadja az A esemény bekövetkezésének a valószínűségét, feltéve hogy a B esemény már bekövetkezett vagy bekövetkezik. Jelölése P(A | B), szóban: A feltéve B.

## Két esemény
Ha A és B események, és B valószínűsége pozitív, akkor
{\displaystyle P(A|B)={\frac {P(A\cap B)}{P(B)}}.}
ahol {\displaystyle P(A\cap B)} annak a valószínűsége, hogy mindkét esemény bekövetkezik. Így is írják: {\displaystyle P(A,B)} illetve {\displaystyle P(AB)}.
A feltételes valószínűség kiszámítására szolgáló képletet átalakítva:
{\displaystyle P(A\cap B)=P(A|B)P(B)=P(B|A)P(A).}
Ha A és B független, akkor
{\displaystyle P(A\cap B)=P(A)P(B)\Rightarrow P(A|B)={\frac {P(A)P(B)}{P(B)}}=P(A).}
Ha csak P(B), P(A|B) és P(B|A) ismert, akkor A valószínűsége:
{\displaystyle P(A)=P(A|B)P(B)+P(A|{\overline {B}})P({\overline {B}}),}
ahol {\displaystyle {\overline {B}}} a B esemény komplementerét jelöli.
A Bayes-tétellel kiszámítható az egyik feltételes valószínűség a másik feltételes valószínűség és a nem feltételes valószínűségek segítségével:
{\displaystyle P(A{\mid }B)=P(B{\mid }A)\,{\frac {P(A)}{P(B)}}.}

## Véges sok esemény
Nemcsak két eseményt tekinthetünk, hanem többet is. Jelölje őket rendre {\displaystyle A_{1},A_{2},\dots ,A_{n}}!
A két eseményre vonatkozó képletet általánosítva:
{\displaystyle {\begin{aligned}P(A_{1}\cap A_{2}\cap \dots \cap A_{n})&=P(A_{1})\cdot {\frac {P(A_{1}\cap A_{2})}{P(A_{1})}}\cdot {\frac {P(A_{1}\cap A_{2}\cap A_{3})}{P(A_{1}\cap A_{2})}}\cdot \ldots \cdot {\frac {P(A_{1}\cap \dots \cap A_{n})}{P(A_{1}\cap \dots \cap A_{n-1})}}\\&=P(A_{1})\cdot P(A_{2}|A_{1})\cdot P(A_{3}|A_{1}\cap A_{2})\cdot \ldots \cdot P(A_{n}|A_{1}\cap \dots \cap A_{n-1})\end{aligned}}}
A számítás döntési fával modellezhető.

## Teljes valószínűség tétele
Az {\displaystyle A} esemény valószínűsége kiszámítható, ha ismert az {\displaystyle (A\mid B)} és {\displaystyle (A\mid B^{c})} feltételes valószínűség, ahol {\displaystyle B^{c}} a {\displaystyle B} esemény be nem következése. Ekkor
{\displaystyle P(A)=P\left(A\mid B\right)\cdot P(B)+P\left(A\mid B^{c}\right)\cdot P\left(B^{c}\right),}
Általában, legyen {\displaystyle B_{1},B_{2},\dotsc } teljes eseményrendszer, és {\displaystyle P(B_{j})>0} minden {\displaystyle j}-re. A teljes eseményrendszer a teljes {\displaystyle \Omega } eseménytér partíciója. Ekkor
{\displaystyle P(A)=\sum _{j=1}^{\infty }P\left(A\mid B_{j}\right)\cdot P\left(B_{j}\right)}

## Folytonos valószínűségi változók
Az {\displaystyle f_{X,Y}} közös sűrűségfüggvényű X és Y folytonos valószínűségi változók feltételes valószínűsége
{\displaystyle f_{Y}(y)=\int f_{X,Y}(x,y)\,dx}.
Ha {\displaystyle f_{Y}(y)>0}, akkor értelmezhető X {\displaystyle f_{X|Y}} feltételes sűrűségfüggvénye egy adott {\displaystyle y=y_{0}}-ra:
{\displaystyle f_{X|Y}(x,y_{0})\,=\,{\frac {f_{X,Y}(x,y_{0})}{f_{Y}(y_{0})}}}.
X sűrűségfüggvénye is meghatározható:
{\displaystyle f_{X}(x)\,=\,\int f_{X,Y}(x,y)\,dy\,=\,\int f_{Y}(y_{0})f_{X|Y}(x,y_{0})\,dy_{0}}.
A teljes valószínűség tételével az {\displaystyle f_{X}} marginális sűrűségfüggvény Y-tól függetlenül is meghatározható, ha y szerint integráljuk az {\displaystyle f_{X,Y}} függvényt.
Ügyelni kell arra, hogy a sűrűségfüggvény nem egyértelmű. {\displaystyle f_{X,Y}}, {\displaystyle f_{X}}, és {\displaystyle f_{Y}} sűrűségfüggvényének megfelel minden olyan mérhető függvény, ami {\displaystyle P(X\in A,Y\in B)}, {\displaystyle P(X\in A)} és {\displaystyle P(Y\in B)}-re a megfelelő valószínűségeket adja. Az {\displaystyle f_{X|Y}} függvénynek az
{\displaystyle P(X\in A,Y\in B)\,=\,\int _{B}f_{Y}(y)\int _{A}f_{X|Y}(x,y)\,dx\,dy}
összefüggésnek kell eleget tennie.

## Függetlenség
Két esemény együttes bekövetkeztét az események szorzatának, szorzateseménynek nevezzük.
Két esemény, A és B akkor és csak akkor független, ha szorzateseményük valószínűsége megegyezik valószínűségük szorzatával:
{\displaystyle P(A\cap B)\ =\ P(A)P(B)}
Ekkor, ha A és B is pozitív valószínűségű, akkor az egyik feltéve a másik feltételes valószínűségek megegyeznek a feltétel nélküliekkel:
{\displaystyle P(A|B)\ =\ P(A)}
és
{\displaystyle P(B|A)\ =\ P(B).}

## Kizáró események
Két esemény kizárja egymást, ha nem következhetnek be egyszerre, {\displaystyle \scriptstyle A\cap B\,=\,\varnothing }
Például ilyen egy esemény és komplementere, vagy hogy a kockával hatost, vagy egyest dobunk-e. Két esemény akkor és csak akkor lehet kizáró is és független is, ha egyik az üres, másik ennek komplementere, a teljes esemény.
Mivel üres esemény valószínűsége nulla, ezért {\displaystyle \scriptstyle P(A\cap B)\,=\,0}. Így, ha B valószínűsége pozitív, akkor {\displaystyle \scriptstyle P(A\mid B)=0}.